# Savage Republic
I Savage Republic sono un gruppo rock sperimentale formato in California all'inizio degli anni ottanta. Nella loro stile musicale si sentono ritmi tribali, bordoni ipnotici di derivazione industrial, influenze indiane, raga psichedelici.

## Storia del gruppo
Il gruppo si è formato all'inizio degli anni ottanta dall'iniziativa dei compagni di università Bruce Licher (chitarra) e Mark Erskine (batteria) che con l'aiuto di altri musicisti pubblicano nel 1982 l'album d'esordio Tragic Figures per la loro etichetta Independent Project, nell'album si sentono sia influenze industrial che echi di medio oriente. Sulla copertina del disco vengono usati i caratteri arabi. Licher numerava manualmente le copie dei dischi stampato.
Liche ha in seguito collaborato con i Camper Van Beethoven per il primo album ricevendo una nomination al Grammy. Philip Drucker e Robert Loveless sono usciti dal gruppo per formare i 17 Pygmies.
Con una nuova formazione il gruppo pubblica dapprima l'EP strumentale Trudge, e poi il secondo album, Ceremonial, dove si ammorbidiscono i tribalismi dell'esordio e compaiono brani ricchi di pathos.
Nel 1988 il terzo album Jamahiriya Democratique et Populaire de Sauvage ritorna allo stile dell'album d'esordio.
Nel 1989 Customs, prodotto in maniera più professionale, cerca di sintetizzare le due anime del gruppo. Il gruppo poi si scioglie, e Licher forma gli Scenic.
Nel 2007 il gruppo che si riunisce per 1938 non ha alcun membro del gruppo originale.

## Discografia
- 1982 - Tragic Figures - (Independent Project)
- 1985 - Ceremonial - (Fundamental)
- 1988 - Jamahiriya Democratique et Populaire de Sauvage - (Fundamental)
- 1989 - Customs - (Fundamental)
- 2007 - 1938 - (Neurot Recordings)